# Eastern Kings
Eastern Kings est une municipalité de l'Île-du-Prince-Édouard, au Canada, située au nord-est de Souris. La communauté de Eastern Kings a été incorporée en 1974. Elle comprend les localités de Bayfield, Bothwell, Campbells Cove, East Point, Elmira, Fairfield, Glencorradale, Kingsboro, Lakeville, Munns Road, North Lake, Priest Pond, Red Point, South Lake et Baltic. Il y avait 1272 habitants en 2006.